# Yellospur (manzana)
Yellospur es el nombre de una variedad cultivar de manzano (Malus domestica).
Una variedad de manzana del cruce de 'Grimes Golden' x Desconocido. Un clon tipo espolón de Golden Delicious. Descubierto en 1959 por O. Thornton y R. Thompson, Oroville, Washington, EE. UU. Introducido en los circuitos comerciales en 1962. Las frutas son bastante crujientes y jugosas con un buen sabor. Tolera la zona de rusticidad delimitada por el departamento USDA, de nivel 5.

## Sinónimos
- "Yellowspur".[4][5]

## Historia
'Yellospur' variedad de manzana que procede del cruce de Parental-Madre 'Grimes Golden' x el polen de Parental-Padre desconocido. Un clon tipo espolón de Golden Delicious. Descubierto en 1959 por O. Thornton y R. Thompson, Oroville, Washington, EE.UU. Introducido en los circuitos comerciales en 1962.
'Yellospur' está cultivada en diversos bancos de germoplasma de cultivos vivos tal como en National Fruit Collection (Colección Nacional de Fruta) de Reino Unido con el número de accesión: 1999-090 y Nombre Accesión : Yellospur donde estuvo cultivada, y actualmente no lo está.

## Características
'Yellospur' árbol de porte extendido vigoroso, erguido. Tiene un tiempo de floración que comienza a partir del 8 de mayo con el 10% de floración, para el 12 de mayo tiene una floración completa (80%), y para el 20 de mayo tiene un 90% de caída de pétalos.
'Yellospur' tiene una talla de fruto medio; forma globosa con tendencia a ser ligeramente cónico con nervaduras visibles; con nervaduras de débiles a medias, y corona de débil a media; epidermis con color de fondo amarillo dorado una vez madura, con sobre color rosado en una cantidad débil, con sobre color patrón rosa, generalmente en un patrón de chapa / moteado, presentado un rubor rosado con moteado en red con pequeños puntos blancos y algunas lenticelas de "russeting", "russeting" (pardeamiento áspero superficial que presentan algunas variedades) bajo; pedúnculo tiende a ser mediano y delgado y se coloca en una cavidad profunda, abierta y revestida de "russeting"; pulpa bastante crujientes y jugosas con un buen sabor.
Su tiempo de recogida de cosecha se inicia a finales de octubre. Se conserva bien hasta cuatro meses en cámara frigorífica.

## Usos
Se usa más comúnmente para hacer sidra. Por sí sola, produce una sidra suave, dulce, ligeramente ácida y afrutada. Para la sidra dura, úsela como elemento dulce para mezclar con manzanas picantes y amargas. También se utiliza para hornear y mantiene su forma cuando se cocina.

## Ploidismo
Diploide. Auto estéril, aunque buena fuente de polen para variedades compatibles de su grupo. Grupo de polinización : D, Día de polinización: 12.